# Feliciano Rivilla
Feliciano Rivilla Muñoz (Avila, 21 agosto 1936 – Madrid, 6 novembre 2017) è stato un calciatore spagnolo, di ruolo difensore. Campione d'Europa con la Nazionale spagnola nel 1964. Era vicepresidente dell'associazione degli ex-calciatori della nazionale spagnola.

## Carriera

### Club
Da giovane militò nel Real Ávila, squadra della sua città. Il 28 dicembre 1955 venne ceduto all'Atlético Madrid, passando poi in prestito al Plus Ultra ed al Rayo Vallecano.
Nel 1956 tornò all'Atlético Madrid. Debuttò nel campionato di calcio spagnolo il 21 settembre 1958 in Valencia-Atlético de Madrid 4-2. Rivilla vinse una Liga e tre Coppe di Spagna, tra cui quella del 1960, la prima vinta dalla società. Con l'Atlético vinse anche la Supercoppa europea, primo titolo internazionale della società.
Rivilla si ritirò dal calcio nel 1968 dopo dieci stagioni nella Liga con l'Atlético Madrid. Il 17 settembre 1969 la sua vecchia società organizzò una partita in suo onore contro il Santos che sconfisse la squadra madrilena per 3 a 1.
Giocò 356 partite in tutte le competizioni con l'Atlético, di cui 244 nel campionato nazionale, 66 in Copa del Rey e 46 nelle competizioni europee segnando sette reti.

### Nazionale
Giocò 26 partite con la nazionale di calcio spagnola, debuttando il 10 luglio 1960 in Spagna-Perù 3-1.
Vinse il campionato d'Europa 1964 giocando tutte le partite nella competizione.

### Dopo il ritiro
Ha ricoperto la carica di vicepresidente della AEFI, l'associazione degli ex-calciatori della nazionale spagnola.
È scomparso nel 2017 all'età di 81 anni.

## Palmarès

### Club

#### Competizioni nazionali
- Campionato spagnolo: 1

Atletico Madrid: 1965-1966
- Coppa di Spagna: 3

Atlético Madrid: 1959-1960, 1960-1961, 1964-1965

#### Competizioni internazionali
- Coppa delle Coppe: 1

Atletico Madrid: 1961-1962

### Nazionale
- Campionato d'Europa: 1

1964